# Marcillac-Vallon
Marcillac-Vallon (occitanska: Marcilhac) är en kommun i departementet Aveyron i regionen Occitanien i södra Frankrike. Kommunen ligger  i kantonen Marcillac-Vallon som ligger i arrondissementet Rodez. År 2022 hade Marcillac-Vallon 1 714 invånare.

## Befolkningsutveckling
Antalet invånare i kommunen Marcillac-Vallon
Referens: INSEE